# Лиманка (Джанкойський район)
Лиманка (до 1948 року — Кирк; крим.: Qırq, К'иркъ) — зникле село в Джанкойському районі Республіки Крим, що розташовувалося на північному заході району, на березі Айгульського озера, приблизно за 1,5 км на південь від сучасного села Томашівка.

## Історія
Перша документальна згадка села зустрічається в Камеральному Описі Криму… 1784 року, судячи з якого, в останній період Кримського ханства Кирк Хаджі входив до кадилику Сакал Перекопського каймаканства. Після анексії Кримського ханства Росією (8) 19 квітня 1783 року, (8) 19 лютого 1784 року, іменним указом Катерини II сенату, на території колишнього Кримського Ханства була утворена Таврійська область і село було приписано до Перекопського повіту. Після Павловських реформ, з 1796 по 1802 рік, входила до Перекопського повіту Новоросійської губернії. За новим адміністративним поділом, після створення 8 (20) жовтня 1802 Таврійської губернії, Кирк був включений до складу Біюк-Тузакчинської волості Перекопського повіту.
За Відомістю про всі селища в Перекопському повіті, що складаються з показанням в якій волості скільки числом дворів і душ … від 21 жовтня 1805, в селі Кірк було 29 дворів, 182 кримських татар і 1 ясир. На військово-топографічній карті генерал-майора Мухіна 1817 року село Кирк позначено з 25 дворами. Після реформи волосного поділу 1829 року Кирк, за «Відомістю про казенні волості Таврійської губернії 1829 року», залишився у складі Джанайської волості. На карті 1836 в селі 19 дворів. Потім, мабуть, внаслідок еміграції кримських татар до Туреччини, село помітно спорожніло, і на карті 1842 Кирк позначений умовним знаком «мале село» (це означає, що в ньому налічувалося менше 5 дворів), а згодом згадки про нього зовсім зникають із доступних джерел.
Поселення знову згадується в Статистичному довіднику Таврійської губернії 1915 року, за яким на хуторі Кирк (партнерства Руфа Майєра та інших) Богемської волості Перекопського повіту було 2 двори, 6 приписних жителів і 3 — «сторонніх», без вказівки національностей.
Після встановлення в Криму Радянської влади за постановою Кримрівкому від 8 січня 1921 року № 206 «Про зміну адміністративних кордонів» було скасовано волосну систему і у складі Джанкойського повіту було створено Джанкойський район. У 1922 повіти перетворили на округи. 11 жовтня 1923 року, згідно з постановою ВЦВК, до адміністративного поділу Кримської АРСР було внесено зміни, внаслідок яких округи було ліквідовано, основною адміністративною одиницею став Джанкойський район і село включили до його складу. За Списком населених пунктів Кримської АРСР по Всесоюзному перепису 17 грудня 1926 року, в селі Кирк, Ново-Олександрівської сільради Джанкойського району, числилося 14 дворів, всі селянські, населення складалось із 65 осіб, з них по 29 росіян та українців та 7 німців. Після утворення 15 вересня 1931 року Ішунського району село було включено до складу цього нового району. На докладній карті РСЧА північного Криму 1941 року в Кірці відзначено 3 двори.
З 25 червня 1946 року селище у складі Кримської області РРФСР. Указом Президії Верховної Ради РРФСР від 18 травня 1948 року Кирк перейменували на Лиманку. 26 квітня 1954 року Кримська область була передана зі складу РРФСР до складу УРСР. Час перепідпорядкування Джанкойському району та включення до Цілинної сільради поки не встановлено: на 15 червня 1960 року селище Лиманка вже значилося в його складі. Ліквідовано Лиманку до 1968 року (за довідником «Кримська область. Адміністративно-територіальний поділ на 1 січня 1968 року» — в період з 1954 по 1968 рік, як селище Цілинної сільради.